# SIG蚊子半自動手槍
SIG蚊子（英語：SIG Sauer Mosquito；以下簡稱為「蚊子」）是一系列由德国槍械公司西格&紹爾研製、德國運動槍有限公司生產的一把等比例縮小型反沖作用式半自動手槍，是以SIG P226為藍本並將尺寸縮小10％的版本，發射.22 LR口徑手枪子彈。

## 設計細節
蚊子是由铝锌合金套筒和聚合物底把所製造。這些控件都類似於在全尺寸型號上所出現的，包括（從前到後）左側分解桿、左側待擊解脫桿、可反轉安裝式彈匣釋放按鈕和雙手靈巧的手動保險裝置。此外，該手槍上設置有一個設在彈匣插槽後部的整體式保險鎖，上鎖時能夠防止套筒前後復進、擊錘降下，以及扳機動作。該手槍是在五種不同的配置可供選擇：標準型號、運動型、螺紋槍管型、春分型（雙色調型）和倒轉春分型（倒轉雙色調型），和另外四個具有不同顏色的特殊版本。
全部型號均在套筒下、底把的扳機護環前方的防塵蓋整合了一條戰術燈安裝導軌，以安裝各種戰術燈、雷射瞄準器和其他戰術配件。

### 規格
標準型蚊子型號為.22 LR口徑，並且具有雙／單動操作扳機。單動操作扳機的扳機扣力為4.4磅，而雙動則為12.4磅。相對於SIG P226而言的聚合物底把和小型尺寸讓該手槍連彈匣的重量也僅比697.4克（24.6盎司，1.54磅）稍高。其全長、全寬和全高分別為182.88毫米（7.2英吋）、38.1毫米（1.5英吋）和134.62毫米（5.3英吋），而槍管長度則為99.06毫米（3.9英吋）。蚊子具有在底把扳機護環前方的防塵蓋所整合的一條附件導軌，10發容量彈匣和可調節機械瞄具。雖然蚊子是為了美國市場而生產，事實上現在卻是由德國運動槍有限公司所特許生產。

### 附件
除了額外的彈匣和槍套，其附件導軌使得可以安裝戰術燈和／或雷射瞄準器。蚊子的可選附件中還包括聚合物橋狀瞄準鏡安裝支架，也是藉由其附件導軌裝上，使得它可以安裝紅點瞄準鏡或其他光學附件。

## 衍生型
蚊子提供不同的配置／配色型號方案：

### 運動型
4.9英寸槍管連配重塊以提高精度和延長的瞄準基線。

### 螺紋槍管型
蚊子標準型的槍管外露螺紋型號，可以安裝消聲器，無槍口保護帽。

### 春分型（雙色調型）
蚊子的黑色聚合物底把和銀色合金不銹鋼套筒型號。银色套筒的蚊子外形十分漂亮。

### 倒轉春分型（倒轉雙色調型）

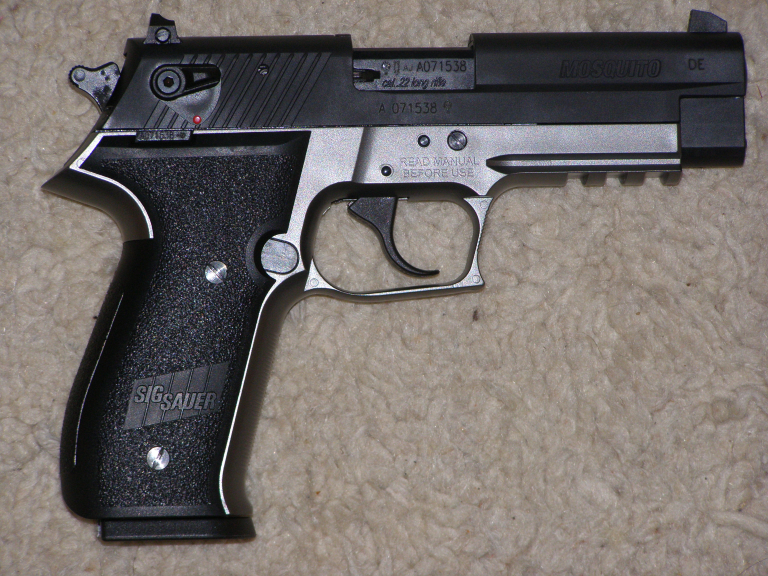
蚊子倒轉春分型（倒轉雙色調型）。

相对于春分型（雙色調型）的型號。蚊子的不銹鋼型銀色聚合物底把（與黑色握把套）和黑色合金不銹鋼套筒型號。這種極為少見的設計，也是其一大特點。

### 冬季數碼迷彩型
冬季數碼迷彩型是蚊子系列在2009年的第二款。其滑套與滑套座塗覆適合冬季使用的數碼迷彩圖案。西格-紹爾公司曾經推出一款採用冬季迷彩塗裝的限量版，很快銷售一空，成了「絕版」珍品。

### 粉紅色雙色調型
蚊子粉紅色型是蚊子系列手槍的粉紅色版本，2009年推出，滑套座塗成粉紅色，滑套和握把部分為黑色，外形亮麗，非常受女性歡迎。

### 沙漠數碼迷彩型
沙漠數碼迷彩型具有漂亮獨特沙漠數碼迷彩圖案，並且可以安裝消聲器。與冬季迷彩塗裝限量版一樣是限量版。

### 泥色型（沙色型）
蚊子泥色型是蚊子系列手槍的泥色（沙色）版本，全槍滑套和滑套座均塗成泥黃色，只有握把部分為聚合物黑色。此外，該槍還有可以安裝消聲器的型號，並且槍口螺紋處帶有保護帽。

### OE綠色型
蚊子OE綠色型是蚊子系列手槍的綠色版本，全槍滑套和滑套座均塗成深綠色，只有握把部分為聚合物黑色。此外，該槍也有可以安裝消聲器的型號，並且槍口螺紋處帶有保護帽。

### 紫色雙色調型
蚊子紫色型是蚊子系列手槍的紫色版本，滑套座塗成紫色，滑套和握把部分為黑色。

### MultiCam迷彩型
蚊子MC迷彩型是蚊子系列手槍的全槍MultiCam迷彩塗裝型版本，MC迷彩為美国陆军最新裝備的迷彩服圖案。此外，該槍還有可以安裝消聲器的型號，並且槍口螺紋處帶有保護帽。

### 碳纖維型
蚊子碳纖維型是蚊子系列手槍的碳纖維版本，其滑套與滑套座外表面覆有一層碳纖維保護塗層。這款碳纖維包裹的手槍呈現非常獨特的灰色紋理，外觀獨具特色。

## 資料來源
1. 1 2 3 4 5 6 7 8 9  .   [2015-05-12]. （原始内容存档于2015-05-12）.
2. 1 2 3 4 5  .   [2015-05-12]. （原始内容存档于2015-05-12）.
3. 1 2  .   [2015-05-12]. （原始内容存档于2015-05-12）.
4. 1 2  .   [2015-05-12]. （原始内容存档于2015-05-12）.
5. 1 2  .   [2015-05-12]. （原始内容存档于2015-05-12）.
6. 1 2 3 4 5  .   [2015-05-12]. （原始内容存档于2015-05-12）.
7. 1 2  .   [2015-05-12]. （原始内容存档于2015-05-12）.
8. 1 2 3 4  .   [2015-05-12]. （原始内容存档于2015-05-12）.
9. 1 2  .   [2015-05-12]. （原始内容存档于2015-05-12）.
10. 1 2 3 4  .   [2015-05-12]. （原始内容存档于2015-05-12）.
11. 1 2  .   [2015-05-12]. （原始内容存档于2015-05-12）.
12. ↑  Ramage, Ken; Sigler, Derrek. . Iola, Wisconsin: F+W Media, Inc. 2008: 112  [2015-05-12]. ISBN 0-89689-673-0. （原始内容存档于2014-07-07）.
13. ↑  Pearsall, Jennifer. . Iola, Wisconsin: Gun Digest Books. 27 August 2012: 83–84  [2015-05-12]. ISBN 1-4402-3253-9. （原始内容存档于2014-07-07）.

## 延伸阅读
- （简体中文）—《輕兵器》雜誌—

- - 2010年1月上號：瑞士轻武器公司 最新轻武器荟萃（冬季数码迷彩型、粉红色型）
  - 2012年2月下號：轻武器新品秀（标准型、沙漠迷彩型、双色型）
  - 2012年4月上號：第34届SHOT展轻武器精选（MC迷彩型、OE绿色型、泥色型、碳纤维型）
  - 2013年7月上號：西格-绍尔“蚊子”运动手枪（页面存档备份，存于）
  - 2014年8月下號：特工之枪――使用0.22英寸LR枪弹的特种手枪

- （简体中文）—《名槍》雜誌第31卷：IWA2013展会上的轻武器

## 外部連結
- （英文）—Official page
- （英文）—Mosquito Owner’s Manual
- （英文）—The Firearm Blog.com—Sig Mosquito with Winter White Digital finish（页面存档备份，存于）
- （英文）—The Truth About Guns.com—Quality – SIG SAUER and Kahr Arms（页面存档备份，存于）
- （英文）—Guns & Ammo.com—Sig Sauer Mosquito .22（页面存档备份，存于）
- （英文）—Handguns Magazine.com—
  - 6 Reasons To Buy A Training Gun（页面存档备份，存于）
  - SIG Sauer Mosquito Review（页面存档备份，存于）
- （英文）—Gunblast.com—
  - SHOT Show 2006 - Day 1（页面存档备份，存于）
  - SHOT Show 2012 - Day 1（页面存档备份，存于）
  - SHOT Show 2012 - Day 3（页面存档备份，存于）
  - SHOT Show 2013 - Day 3（页面存档备份，存于）
- （英文）—Home Defense Weapons—SIG Sauer P226 Review（页面存档备份，存于）
- （英文）—Tactical Life.com—
  - May 11, 2009 Master Basic Shooting Techniques（页面存档备份，存于）
  - Jan 25, 2010 TJ’s Sig Sauer Disassembly and Reassembly DVD（页面存档备份，存于）
  - Apr 26, 2013 Quiet Please! | AAC .22 LR Suppressors（页面存档备份，存于）
- （简体中文）—D Boy Gun World（槍炮世界）—SIG Sauer P226（页面存档备份，存于）